# Matthieu Udol
Matthieu Udol (sinh ngày 20 tháng 3 năm 1996) là cầu thủ bóng đá chuyên nghiệp người Pháp đang thi đấu ở vị trí hậu vệ cho câu lạc bộ Metz.

## Đời tư
Sinh ra tại Pháp, Udol là người gốc Guadeloupe.